# Kontaktpotenciál
A kontaktpotenciál két azonos hőmérsékletű, különböző fém érintkezésekor kialakuló feszültségkülönbség. 

## Történet
A fémek érintkezéskor fellépő elektromosságot Alessandro Volta (1745 – 1827) fedezte fel 1794-ben, ezért a kontaktpotenciált Volta-effektusnak is nevezik.

## Magyarázat
Egy egyedi atomban az elektronok diszkrét energiaszinteken léteznek. A szilárd anyagok energiaszintjeit a szilárdtestfizika sávelmélete szerint adják meg. 
Minden sáv nagyszámú megengedett kvantumállapotot jelent. A sávok közt vannak tiltott energiasávok. Az atom legkülső héján tartózkodó elektronok (azok, amelyek részt vesznek a kémiai kötésekben) alakítják ki a szilárd anyag vegyértéksávját. Ez a sáv a legmagasabb energiájú a betöltött sávok közül. A vegyértéksáv felett van a vezetési sáv.
Ahhoz, hogy vezetés létrejöjjön, az elektronoknak egy nem betöltött sávban, a vezetési sávban kell lenniük. 
Szigetelőkben a vezető- és a vegyérték (valencia) sávot egy széles tiltott sáv választja el, és az elektronoknak nem áll rendelkezésükre elég energia ahhoz, hogy az egyikről a másikra ugorjanak át. 
A fémek jó vezetők, vagy azért, mert a vegyértéksáv és a vezetési sáv csak részben van betöltve, vagy azért, mert a vezetési sáv átlapolódik vegyértéksávval. Mindkét esetben üres helyek állnak rendelkezésére. A fémeknél a részben betöltött sáv – a vezetési sáv – elektronjai képesek elmozdulni. A két érintkező fémben az elektronok energiaállapota eltér egymástól. Ezen túlmenően a különböző fémekben különbözik a szabad vegyértékelektronok száma, vagyis az elektron koncentráció is.
Mivel a közös fázishatár az elektronok számára átjárható, az összeérintés pillanatától kezdődően abból a sávból, amelyben nagyobb az elektronok energiaszintje, az időegység alatt több elektron jut át határon, mint amennyi fordított irányban áramlik, azaz viszonylag rövid idő alatt az elektronok megoszlásában beáll az folyamatnak megfelelő egyensúlyi állapot. 
Mivel az egyensúly beállása közben az egyik fémből a másikba meghatározott mennyiségű elektron lép át, a két fém végei között elektromos potenciálkülönbség alakul ki. Ezt a potenciálkülönbséget nevezik érintkezési-, vagy kontaktpotenciálnak.
A kontaktpotenciál értéke hőmérsékletfüggő, ami azzal magyarázható, hogy a fémekben az elektronok energiája függ a hőmérséklettől, de az egyes fémeknél a hőmérsékletfüggés eltérő.